# Lynn Okamoto
Lynn Okamoto (岡本倫 Okamoto Rin?) es un mangaka y antiguo empleado de Bandai. Su obra más conocida es Elfen Lied, de la que el estudio ARMS hizo un anime en 2004. Actualmente vive en Tokio, Japón.

## Obras
Las obras publicadas de Okamoto hasta la fecha son:
- Elfen Lied (2002 - 2005)
- MOL
- Digitopolis (デジトポリス Dejitoporisu?)
- Memoria (メモリア?)
- Carrera (カリエラ?)
- Nozomi (ノゾミ?)
- Rejisutora (レジストラ?)
- Arumaju
- Flip Flap (2008); recopilación de varias de las historias cortas del autor.[2]
- Lime Yellow
- Nononono (ノノノノ?) (2008 - 2012); serializado en la revista Weekly Young Jump, por la editorial Shūeisha.[3]
- Short Story Collection (2010); recopilación de varias de las historias cortas del autor.[4][5]
- Gokukoku no Brynhildr (極黒のブリュンヒルデ Gokukoku no Buryunhirude?) (2012 - 2016).[6]
- Parallel Paradise (2017 - presente)